# Macrodelphinus
Macrodelphinus es un género de cetáceo odontoceto relacionado con el género Eurhinodelphis. Vivió en las costas de la actual California durante el Mioceno temprano. Tenía el tamaño de una orca moderna y debido a su tamaño y la longitud de sus dientes, se cree que era un superdepredador. Macrodelphinus se conoce a partir de un fragmento de cráneo hallado al sureste de California. Hay una sola especie, Macrodelphinus kelloggi.